# 锦滨镇
锦滨乡，是中华人民共和国湖南省怀化市辰溪县下辖的一个乡镇级行政单位。

## 行政区划
锦滨乡下辖以下地区：
大路口社区、华中社区、石溪溶村、锦滨村、老寨村、木路口村、小黄埠村、马溪村、龙头脑村、唐家人村、杨家湾村、花塘坪村、紫金山村和大路口村。